# آب‌انبار حاجی خدیجه
آب‌انبارحاجی خدیجه از آثار مربوط به دوره پهلوی است که در شهر اردکان، محله قملاق واقع شده است. این اثر در تاریخ ۲۶ اسفند ۱۳۸۶ با شمارهٔ ثبت ۲۲۱۱۱ به‌عنوان یکی از آثار ملی ایران به ثبت رسیده است.